# Windsurf World Cup 2020
Der Windsurf World Cup 2020 sollte mit dem Slalom World Cup in Mariagne (Frankreich) Ende März 2020 beginnen und mit dem Aloha Classic auf Maui (USA) vom 28. Oktober bis zum 12. November 2020 enden. Aufgrund der COVID-19-Pandemie wurden im Endeffekt nur ein Weltcup veranstaltet, welche aufgrund der geringen Bedeutung jedoch nicht in die Wertungen einging und somit auch keine Weltmeistertitel vergeben wurden.
Bereits vor Saisonbeginn, Ende Februar, wurden die World Cups in Yokosuka (Japan) und Ulsan (Korea) aufgrund der COVID-19-Pandemie abgesagt.
Nachdem in den folgenden Wochen weitere Events abgesagt oder verschoben wurde, gab der Veranstalter des größten Tourstops, des Windsurf World Cups Sylt Mitte Mai bekannt, dass das Event abgesagt wird. Ende Mai wurden auch die Events auf den Kanare abgesagt.

## Änderungen
Zu dieser Saison wird eine Sternewertung eingeführt, welche die verschiedenen Events klassifiziert und soll dazu dienen, dass auch kleinere Events als World Cups eingestuft werden können.
- 1★ bis 3★: weniger als das minimale Preisgeld, geringere Punkte für die Wertungen
- 4★: eine Disziplin für Männer oder Frauen
- 5★: eine Disziplin für Männer und Frauen
- 6★: mehr als zwei Disziplinen oder mehr als das minimale Preisgeld
- 7★: mehr als zwei Disziplinen und mehr als das minimale Preisgeld

Außerdem werden bei den Männern die Disziplinen Slalom und Foil vereinigt, indem ein Slalomkurs bei ausreichend Wind mit normalen Material und bei weniger Wind mit Foil-Material gefahren wird.

## Podestplatzierungen Männer

### Wave
| ★  | Datum               | Ort            | 1. Platz                                                          | 2. Platz                                                          | 3. Platz                                                          |
| -- | ------------------- | -------------- | ----------------------------------------------------------------- | ----------------------------------------------------------------- | ----------------------------------------------------------------- |
| 6★ | 03.07. – 11.07.2020 | Pozo Izquierdo | Aufgrund der COVID-19-Pandemie abgesagt.                          | Aufgrund der COVID-19-Pandemie abgesagt.                          | Aufgrund der COVID-19-Pandemie abgesagt.                          |
| 5★ | 03.08. – 09.08.2020 | El Médano      | Aufgrund der COVID-19-Pandemie abgesagt.                          | Aufgrund der COVID-19-Pandemie abgesagt.                          | Aufgrund der COVID-19-Pandemie abgesagt.                          |
| 1★ | 13.09. – 20.09.2020 | Klitmøller     | Aufgrund der COVID-19-Pandemie, als Junior-World Cup ausgetragen. | Aufgrund der COVID-19-Pandemie, als Junior-World Cup ausgetragen. | Aufgrund der COVID-19-Pandemie, als Junior-World Cup ausgetragen. |
| 7★ | 25.09. – 04.10.2020 | Sylt           | Aufgrund der COVID-19-Pandemie abgesagt.                          | Aufgrund der COVID-19-Pandemie abgesagt.                          | Aufgrund der COVID-19-Pandemie abgesagt.                          |
| 5★ | 28.10. – 12.11.2020 | Maui           | Aufgrund der COVID-19-Pandemie abgesagt.                          | Aufgrund der COVID-19-Pandemie abgesagt.                          | Aufgrund der COVID-19-Pandemie abgesagt.                          |

### Freestyle
| ★  | Datum               | Ort         | 1. Platz                                 | 2. Platz                                 | 3. Platz                                 |
| -- | ------------------- | ----------- | ---------------------------------------- | ---------------------------------------- | ---------------------------------------- |
| 6★ | 23.07. – 01.08.2020 | Costa Calma | Aufgrund der COVID-19-Pandemie abgesagt. | Aufgrund der COVID-19-Pandemie abgesagt. | Aufgrund der COVID-19-Pandemie abgesagt. |
| 7★ | 25.09. – 04.10.2020 | Sylt        | Aufgrund der COVID-19-Pandemie abgesagt. | Aufgrund der COVID-19-Pandemie abgesagt. | Aufgrund der COVID-19-Pandemie abgesagt. |

### Slalom
| ★  | Datum               | Ort                | 1. Platz                                                                                                  | 2. Platz                                                                                                  | 3. Platz                                                                                                  |
| -- | ------------------- | ------------------ | --- | --- | --- |
| 5★ | 31.03. – 05.04.2020 | Marignane          | Aufgrund der COVID-19-Pandemie zunächst auf den 9. bis 14. Oktober 2020 verschoben, schließlich abgesagt. | Aufgrund der COVID-19-Pandemie zunächst auf den 9. bis 14. Oktober 2020 verschoben, schließlich abgesagt. | Aufgrund der COVID-19-Pandemie zunächst auf den 9. bis 14. Oktober 2020 verschoben, schließlich abgesagt. |
| 5★ | 17.04. – 22.04.2020 | Yokosuka           | Aufgrund der COVID-19-Pandemie abgesagt.                                                                  | Aufgrund der COVID-19-Pandemie abgesagt.                                                                  | Aufgrund der COVID-19-Pandemie abgesagt.                                                                  |
| 5★ | 30.04. – 05.05.2020 | Ulsan              | Aufgrund der COVID-19-Pandemie abgesagt.                                                                  | Aufgrund der COVID-19-Pandemie abgesagt.                                                                  | Aufgrund der COVID-19-Pandemie abgesagt.                                                                  |
| 4★ | 19.05. – 24.05.2020 | Sant Pere Pescador | Aufgrund der COVID-19-Pandemie abgesagt.                                                                  | Aufgrund der COVID-19-Pandemie abgesagt.                                                                  | Aufgrund der COVID-19-Pandemie abgesagt.                                                                  |
| 5★ | 16.06. – 21.06.2020 | Viana do Castelo   | Aufgrund der COVID-19-Pandemie auf den 11. bis 17. September 2020 verschoben.                             | Aufgrund der COVID-19-Pandemie auf den 11. bis 17. September 2020 verschoben.                             | Aufgrund der COVID-19-Pandemie auf den 11. bis 17. September 2020 verschoben.                             |
| 1★ | 13.07. – 18.07.2020 | Bol                | Maciek Rutkowski                                                                                          | Enrico Marotti                                                                                            | Bruno Martini                                                                                             |
| 6★ | 23.07. – 01.08.2020 | Costa Calma        | Aufgrund der COVID-19-Pandemie abgesagt.                                                                  | Aufgrund der COVID-19-Pandemie abgesagt.                                                                  | Aufgrund der COVID-19-Pandemie abgesagt.                                                                  |
| 5★ | 11.09. – 17.09.2020 | Viana do Castelo   | Aufgrund der COVID-19-Pandemie abgesagt.                                                                  | Aufgrund der COVID-19-Pandemie abgesagt.                                                                  | Aufgrund der COVID-19-Pandemie abgesagt.                                                                  |
| 7★ | 25.09. – 04.10.2020 | Sylt               | Aufgrund der COVID-19-Pandemie abgesagt.                                                                  | Aufgrund der COVID-19-Pandemie abgesagt.                                                                  | Aufgrund der COVID-19-Pandemie abgesagt.                                                                  |

## Podestplatzierungen Frauen

### Wave
| ★  | Datum               | Ort            | 1. Platz                                                          | 2. Platz                                                          | 3. Platz                                                          |
| -- | ------------------- | -------------- | ----------------------------------------------------------------- | ----------------------------------------------------------------- | ----------------------------------------------------------------- |
| 6★ | 03.07. – 11.07.2020 | Pozo Izquierdo | Aufgrund der COVID-19-Pandemie abgesagt.                          | Aufgrund der COVID-19-Pandemie abgesagt.                          | Aufgrund der COVID-19-Pandemie abgesagt.                          |
| 5★ | 03.08. – 09.08.2020 | El Médano      | Aufgrund der COVID-19-Pandemie abgesagt.                          | Aufgrund der COVID-19-Pandemie abgesagt.                          | Aufgrund der COVID-19-Pandemie abgesagt.                          |
| 1★ | 13.09. – 20.09.2020 | Klitmøller     | Aufgrund der COVID-19-Pandemie, als Junior-World Cup ausgetragen. | Aufgrund der COVID-19-Pandemie, als Junior-World Cup ausgetragen. | Aufgrund der COVID-19-Pandemie, als Junior-World Cup ausgetragen. |
| 7★ | 25.09. – 04.10.2020 | Sylt           | Aufgrund der COVID-19-Pandemie abgesagt.                          | Aufgrund der COVID-19-Pandemie abgesagt.                          | Aufgrund der COVID-19-Pandemie abgesagt.                          |
| 5★ | 28.10. – 12.11.2020 | Maui           | Aufgrund der COVID-19-Pandemie abgesagt.                          | Aufgrund der COVID-19-Pandemie abgesagt.                          | Aufgrund der COVID-19-Pandemie abgesagt.                          |

### Freestyle
| ★  | Datum               | Ort         | 1. Platz                                 | 2. Platz                                 | 3. Platz                                 |
| -- | ------------------- | ----------- | ---------------------------------------- | ---------------------------------------- | ---------------------------------------- |
| 6★ | 23.07. – 01.08.2020 | Costa Calma | Aufgrund der COVID-19-Pandemie abgesagt. | Aufgrund der COVID-19-Pandemie abgesagt. | Aufgrund der COVID-19-Pandemie abgesagt. |

### Slalom
| ★  | Datum               | Ort              | 1. Platz                                                                                                  | 2. Platz                                                                                                  | 3. Platz                                                                                                  |
| -- | ------------------- | ---------------- | --- | --- | --- |
| 5★ | 31.03. – 05.04.2020 | Marignane        | Aufgrund der COVID-19-Pandemie zunächst auf den 9. bis 14. Oktober 2020 verschoben, schließlich abgesagt. | Aufgrund der COVID-19-Pandemie zunächst auf den 9. bis 14. Oktober 2020 verschoben, schließlich abgesagt. | Aufgrund der COVID-19-Pandemie zunächst auf den 9. bis 14. Oktober 2020 verschoben, schließlich abgesagt. |
| 5★ | 17.04. – 22.04.2020 | Yokosuka         | Aufgrund der COVID-19-Pandemie abgesagt.                                                                  | Aufgrund der COVID-19-Pandemie abgesagt.                                                                  | Aufgrund der COVID-19-Pandemie abgesagt.                                                                  |
| 5★ | 30.04. – 05.05.2020 | Ulsan            | Aufgrund der COVID-19-Pandemie abgesagt.                                                                  | Aufgrund der COVID-19-Pandemie abgesagt.                                                                  | Aufgrund der COVID-19-Pandemie abgesagt.                                                                  |
| 5★ | 16.06. – 21.06.2020 | Viana do Castelo | Aufgrund der COVID-19-Pandemie auf den 11. bis 17. September 2020 verschoben.                             | Aufgrund der COVID-19-Pandemie auf den 11. bis 17. September 2020 verschoben.                             | Aufgrund der COVID-19-Pandemie auf den 11. bis 17. September 2020 verschoben.                             |
| 5★ | 11.09. – 17.09.2020 | Viana do Castelo | Aufgrund der COVID-19-Pandemie abgesagt.                                                                  | Aufgrund der COVID-19-Pandemie abgesagt.                                                                  | Aufgrund der COVID-19-Pandemie abgesagt.                                                                  |
| 1★ | 13.07. – 18.07.2020 | Bol              | Jenna Gibson                                                                                              | Palma Cargo                                                                                               | Alice Read                                                                                                |

### Foil
| ★  | Datum               | Ort       | 1. Platz                                                                                                  | 2. Platz                                                                                                  | 3. Platz                                                                                                  |
| -- | ------------------- | --------- | --- | --- | --- |
| 5★ | 31.03. – 05.04.2020 | Marignane | Aufgrund der COVID-19-Pandemie zunächst auf den 9. bis 14. Oktober 2020 verschoben, schließlich abgesagt. | Aufgrund der COVID-19-Pandemie zunächst auf den 9. bis 14. Oktober 2020 verschoben, schließlich abgesagt. | Aufgrund der COVID-19-Pandemie zunächst auf den 9. bis 14. Oktober 2020 verschoben, schließlich abgesagt. |
| 1★ | 13.07. – 18.07.2020 | Bol       | Jenna Gibson                                                                                              | Alice Read                                                                                                | Adela Raskova                                                                                             |